# Vereșciîțea, Iavoriv
Vereșciîțea (în ucraineană Верещиця) este un sat în așezarea urbană Ivano-Frankove din raionul Iavoriv, regiunea Liov, Ucraina.

## Demografie
Componența lingvistică a localității Vereșciîțea
     Ucraineană (97,73%)
     Rusă (2,08%)
Conform recensământului din 2001, majoritatea populației localității Vereșciîțea era vorbitoare de ucraineană (97,73%), existând în minoritate și vorbitori de rusă (2,08%).